# Polene
Polene je naselje u slovenskoj Općini Slovenskim Konjicama. Polene se nalazi u pokrajini Štajerskoj i statističkoj regiji Savinjskoj. 

## Stanovništvo
Prema popisu stanovništva iz 2002. godine naselje je imalo 186 stanovnika.